# شرشرة (مقاطعة دورود)
شرشرة (بالفارسية: شرشره) هي قرية تقع في قسم جان الريفي (مقاطعة دورود) في إيران. يقدر عدد سكانها بـ 68 نسمة بحسب إحصاء 2016.